# The Kids Are All Right (film, 2010)
The Kids Are All Right är en amerikansk dramafilm från 2010 regisserad av Lisa Cholodenko och skriven av Cholodenko och Stuart Blumberg. Filmen blev väldigt omtalad vid Sundance Film Festival detta år. Den 9 juli 2010 gick den upp på ett begränsat antal biografer men tre veckor senare, den 30 juli 2010, började den visas på fler biografer. Den släpptes på  DVD och Blu-ray den 16 november 2010. Filmen belönades med en Golden Globe Award för bästa film i kategorin musikal eller komedi, och Annette Bening belönades med en Golden Globe Award för bästa kvinnliga huvudroll i en musikal eller komedi. Filmen nominerades även för fyra Oscar, inkluderat en nominering för bästa film, vid Oscarsgalan 2011.